# Неги, Паримарджан
Паримарджан Неги (род. 9 февраля 1993 года, Нью-Дели) — индийский шахматист, гроссмейстер (2006). Чемпион Азии 2012 года. Награждён индийской спортивной премией Арджуна.
Гроссмейстером стал в 13 лет. Это седьмой результат за всю историю (второй — на момент получения звания).
Образование получил в Amity School.
В 2014 году оставил шахматы, чтобы сосредоточиться на учёбе в Стэнфордском университете. Позднее вернулся к соревнованиям.

## Таблица результатов
| Год  | Город          | Турнир                        | + | − | = | Результат | Место |
| ---- | -------------- | ----------------------------- | - | - | - | --------- | ----- |
| 2011 | Нинбо          | 8-й командный чемпионат мира  | 0 | 1 | 5 | 2½ из 6   |       |
| 2012 | Стамбул        | 40-я Олимпиада                | 3 | 1 | 5 | 5½ из 9   |       |
| 2014 | Тромсё         | 41-я Олимпиада                | 4 | 1 | 5 | 6½ из 10  | 3     |
| 2017 | Ханты-Мансийск | 11-й командный чемпионат мира | 1 | 1 | 6 | 4 из 8    |       |

## Изменения рейтинга
| Графики недоступны из-за технических проблем. См. информацию на Фабрикаторе и на mediawiki.org. |